# Gmina Bulqiza
Gmina Bulqiza (alb. Bashkia Bulqiza) – gmina miejska położona w środkowej części Albanii. Administracyjnie należy do okręgu Belqiza w obwodzie Dibra. W 2011 roku populacja gminy wynosiła 8177 w tym 4052 kobiet oraz 4125 mężczyzn, z czego Albańczycy stanowili 88,88% mieszkańców. Siedziba gminy znajduje się w Bulqiza.